# Oberhof (Wuppertal)
Oberhof  war eine Ortslage in dem Wohnquartier Beyenburg-Mitte des Stadtbezirks Langerfeld-Beyenburg in der bergischen Großstadt Wuppertal. Die bis Ende in die 1980er Jahre freistehende Ortslage ist heute Teil einer geschlossenen Wohnbebauung und der Name Oberhof ist als eigenständige Bezeichnung für diese Ortslage nicht mehr im Bewusstsein der Bevölkerung vorhanden.

## Lage und Beschreibung
Die Ortslage befand sich auf einer Höhe von 281 m ü. NHN an der Kreuzung der heutigen Straßen Steinhauser Straße und Siegelberg. 
Benachbarte Ortslagen sind neben dem westlichen Teil Beyenburgs die Beyenburger Lohmühle, Scharpenstein, Steinhaus, Siegelberg, In der Grüne, Sondern, Windfoche, Obersondern und Mosblech. Westlich befindet sich das Waldgebiet Sondernbusch.

## Etymologie und Geschichte
Oberhof ist auf der Topographia Ducatus Montani des Erich Philipp Ploennies aus dem Jahre 1715 als Hoberhof verzeichnet. Auf der Topographischen Aufnahme der Rheinlande von 1824 ist der Ort als  Hoferhof und auf der Preußischen Uraufnahme von 1843 als Höferhof verzeichnet.
1815/16 lebten 28 Einwohner im Ort. 1832 war Oberhof Teil der Honschaft Walbrecken, die nun der Bürgermeisterei Lüttringhausen angehörte. Der laut der Statistik und Topographie des Regierungsbezirks Düsseldorf als Ackergut bezeichnete Ort besaß zu dieser Zeit zwei Wohnhäuser und drei landwirtschaftliche Gebäude. Zu dieser Zeit lebten 14 Einwohner im Ort, fünf katholischen und neun evangelischen Glaubens. Im Gemeindelexikon für die Provinz Rheinland von 1888 werden zwei Wohnhäuser mit zwölf Einwohnern angegeben.
Bei Oberhof kreuzten sich der Heerweg Köln–Dortmund (heute Steinhauser Straße) und die Elberfelder Linie der Bergischen Landwehr. Während der Heerweg bei Oberhof durch den Neubau der Chaussee von Lennep nach Beyenburg (heute Landstraße 411) um 1813 an Bedeutung verlor, war der Wall der Landwehr noch bis in die 1980er Jahre vorhanden und ging zusammen mit dem Hof mit dem Ausbau der Siedlung Siegelberg ab.